# Federação Filipina de Voleibol
A Federação Filipina de Voleibol  (em inglês: Philippine Amateur Volleyball Association, PAVA de 1961 a 2005; em inglêsː Philippine Volleyball Federation, PVF, de 2006 até 2015; em inglêsːLarong Volleyball sa Pilipinas,Inc. LVPI a partir de 2016) é  uma organização  que governa a pratica de voleibol nas Filipinas, sendo membro da Federação Internacional de Voleibol e da Confederação Asiática de Voleibol, a entidade é responsável por  organizar  os campeonatos nacionais de  voleibol masculino e feminino no país.